# キストゥヘヴン
キストゥヘヴン（欧字名:Kiss to Heaven、2003年4月25日 - ）は、日本の競走馬、繁殖牝馬。
2006年の桜花賞（GI）優勝馬である。他に、同年のフラワーカップ（GIII）、2008年の京成杯オータムハンデキャップ（GIII）、2009年の中山牝馬ステークス（GIII）を優勝した。

## デビューまで

### 誕生までの経緯
ロングバージンは、1987年に北海道門別町の天羽牧場で生産された父ノーザンテースト、母スイーブの牝馬である。日本においては、イギリス産カナデアンガールから繋がる牝系である。兄弟姉妹、つまりスイーブの仔には、1981年菊花賞でミナガワマンナとサンエイソロンに次ぐ3着となったロングイーグル、1983年エリザベス女王杯を優勝したロンググレイス、1985年京都牝馬特別を優勝したファイアーダンサー、笠松競馬で活躍したロングニュートリノ、1989年東京優駿（日本ダービー）で1番人気5着となったロングシンホニー、その他1986年北九州記念を優勝したラッキーオカメの母、2004年福島記念を優勝したセフティーエンペラの祖母がいた。このような活躍からスイーブは、後藤正俊によれば「日高最高の繁殖牝馬」だったという。
ロングバージンは、中央競馬で競走馬としてデビューし3戦1勝で引退し、天羽牧場で繁殖牝馬となる。初年度となる1991年から12年間では、シンボリルドルフ、ヘクタープロテクター、サクラユタカオーとは複数の仔を産み、2度のアクシデントは合ったが、10頭の仔を産んでいた。そして13年目となる2002年、供用2年目のアドマイヤベガと初めて交配する。
アドマイヤベガの父はサンデーサイレンス、母は、1993年の桜花賞、優駿牝馬（オークス）を優勝したベガである。栗東の橋田満厩舎からデビューしたアドマイヤベガは、1999年のクラシックに臨み、テイエムオペラオーやナリタトップロードを下して東京優駿（日本ダービー）を優勝。史上7頭目となる母仔のクラシック優勝を成し遂げていた。2002年にサンデーサイレンスが死に、その後継として期待されていたが、供用4年目の2004年秋、偶発性胃破裂により8歳で亡くなることとなる。
アドマイヤベガとの仔を孕んだロングバージンは2003年、身重の状態で天羽牧場を退き、同じ門別町の正和山本牧場に移動する。正和山本牧場は、1952年に開いて以降、生産馬は、中央競馬のサラブレッド系重賞を制したことがない牧場だった。天羽牧場と正和山本牧場は親戚関係であり、天羽牧場がアドマイヤベガとの仔を孕んだロングバージンを譲った形だった。そして2003年4月25日、移動した正和山本牧場にて、ロングバージンの11番仔である鹿毛の牝馬（後のキストゥヘヴン）が誕生する。

### 幼駒時代
生まれた年は、平成15年台風第10号が牧場を襲った年でもあった。牧場はライフラインが寸断した時期もあったという。そんな状況で育まれたロングバージンの11番仔は、小さな体の持ち主だった。牧場の夏は、アブが蔓延るせいで放牧できないため、アブの少ない夜に放牧に出されている。牧場の山本正秋によれば夜間放牧により「根性は、夜間放牧で自然に鍛え上げられたのかもしれません」と回顧している。
牧場は、生産馬をセリで売却することで収入を得ており、ロングバージンの11番仔も同様だった。まず、1歳夏の北海道サマーセールに上場したが、誰一人手が挙がらず、売れ残って牧場に持ち帰っていた。その後、体が大きく成長して1歳秋、北海道オータムセールに上場すると、手が挙がり、最終的に有限会社社台コーポレーションが1018万5000円で落札される。後藤正俊によれば、落札は社台がスイーブの牝系を高く買っていたからだったという。かくして社台グループの所有馬となる。社台の創業者で1993年に亡くなった吉田善哉の未亡人、吉田照哉や勝己の母である吉田和子の所有となる。父母ベガと同じ馬主となった。
アドマイヤベガが亡くなってから、競走馬となるロングバージンの11番仔には「キストゥヘヴン」という競走馬名が授けられる。「キストゥヘヴン」とは「天国への口づけ」という意味であり、天国のアドマイヤベガ、吉田善哉に向けたキスという意味も含んでいた。キストゥヘヴンは、美浦トレーニングセンター所属の戸田博文厩舎に入厩する。戸田は牧場でキストゥヘヴンに跨っており「小柄だったけど、背中のいい馬で、先々面白そう」と感じたという。

## 競走馬時代

### フラワーカップ
2005年12月17日、中山競馬場の新馬戦（芝1200メートル）に吉田豊が騎乗してデビューしたが2着。年をまたいでダートに臨むも2着、2着となる3連敗、道中器用に走れなかったり、落鉄したりして良績は残せなかった。2006年3月5日、安藤勝己に乗り替わり、芝の未勝利戦でまくって勝利、4戦目での勝ち上がりを果たした。
それから2週間後の3月17日、フラワーカップ（GIII）に横山典弘と臨んだ。阪神ジュベナイルフィリーズ3着のフサイチパンドラ、1勝2着1回のルビーレジェンド、2勝のアイスドールなどと対する16頭立てのなか、20.7倍の6番人気だった。
6枠11番からスタート、大逃げ馬がいるなか、中団後方を追走した。直線では、2番手に控えたフサイチパンドラが大逃げ馬に代わって抜け出し、独走中であり、それを追いかけた。後方の馬群から1頭追い込み、フサイチパンドラに迫り、ゴール手前で差し切り、遂には置き去りにする。フサイチパンドラに1馬身半差をつけて決勝線を通過した。重賞初勝利となる。戸田、重賞初勝利だった。

### 桜花賞
続いて4月9日、桜花賞（GI）に臨む。鞍上は、初勝利の安藤が舞い戻った。栗東所属の安藤は当初、エルフィンステークスを優勝した関西馬・サンヴィクトワールでクラシックに臨む予定だった。しかしサンヴィクトワールが、直前で断念し、クラシックの騎乗馬がいなくなる。そんな頃に、戸田が安藤に依頼し、コンビ再結成が決定していた。参戦に当たっては、普段しない異例の火曜日追い切り、前々日輸送を行ったほか、シャドーロールを初めて着用していた。

18頭立てのなか、単勝オッズ13.0倍の6番人気となる。1番人気は、4戦2勝2着2回でチューリップ賞優勝のアドマイヤキッスであり、以下フラワーカップで下したフサイチパンドラ、阪神ジュベナイルフィリーズ優勝のテイエムプリキュア、フィリーズレビュー優勝のダイワパッション、クイーンカップ優勝のコイウタと続いていた。次年から、馬場改造が行われて外回りコースが新設されるため、旧コースでは最後の桜花賞開催となった。
7枠14番からスタート、アサヒライジングが逃げる一方で中団後方を追走した。第3コーナーから外を回って進出し、直線では、大外から内で逃げるアサヒライジング、先に抜け出すコイウタ、シェルズレイ、アドマイヤキッス目がけて追い上げた。このうち抜け出したコイウタ、アドマイヤキッスとは張り合いとなり、横並びの争いとなったが、末脚で振り切った。残り50メートルで抜け出し、先頭で決勝線通過を果たす。アドマイヤキッスなどに4分の3馬身差をつけていた。
連勝で桜花賞戴冠。戸田は、厩舎開業6年目でGI初勝利だった。また父母ベガ、父アドマイヤベガに続いて三代連続クラシック制覇を果たしている。さらに安藤は、桜花賞初優勝だった。安藤は、11年前の1995年桜花賞に、笠松のライデンリーダーで臨み、1番人気に推されながら4着に敗退している。この経験が、中央移籍に挑戦する動機となっていた。そして中央に移籍、それから6度目の挑戦で優勝を果たしている。

### 桜花賞以後

#### 2年半勝利から遠ざかる
その後は、しばらく勝利を挙げることができなかった。二冠目の優駿牝馬（オークス）では、桜花賞2着のアドマイヤキッスに次ぐ2番人気となったが、カワカミプリンセスなどに及ばず6着。夏休みを経て、秋は、関西圏への輸送を嫌って、敢えて中山競馬場で行われる菊花賞のトライアル競走・セントライト記念（GII）に臨み5着。牝馬三冠路線に舞い戻り、三冠目の秋華賞（GI）に臨んだが、再びカワカミプリンセスに先着を許す6着だった。その後は、エリザベス女王杯（GI）で古馬に挑んだが、敵わなかった。古馬となってからも連敗、夏には、アメリカ遠征を敢行し、ハリウッドパーク競馬場のキャッシュコールマイル（G2）に日本調教馬のディアデラノビア、コイウタと臨み、4着。その後も、日本で連戦したが勝利することはできなかった。
5歳となって京都牝馬ステークス（GIII）、中山牝馬ステークス（GIII）に臨み、敗れるも3着で連続連対。阪神牝馬ステークス（GII）では4着と敗れたものの上位を確保。続いてマイルの女王決定戦であるヴィクトリアマイル参戦を目論んだが、賞金不足で除外され、出走すら叶わなかった。代わって出走した京王杯スプリングカップ（GII）で2着となり、久々の収得賞金加算を果たした。その後、安田記念（GI）7着を経て、春シーズンを終えた。

#### 京成杯オータムハンデ
9月14日、京成杯オータムハンデキャップ（GIII）に、藤田伸二と臨む。重賞2着のリザーブカード、前々年優勝のステキシンスケクンに次ぐ6.8倍の3番人気だった。大外枠8枠16番からスタート、ゴスホークケンが逃げるなかで、中団後方を追走した。コーナーでは外を通って進出し、直線で先頭に並びかけた。末脚を発揮して抜け出し、内のレッツゴーキリシマ、ヤマニンエマイユを差し切った。後方から追い上げたステキシンスケクンも振り切った。後方に1馬身4分の1をつけて決勝線を通過する。2年半ぶりの勝利、重賞3勝目を挙げた。
その後、府中牝馬ステークス（GIII）マイルチャンピオンシップ（GI）に臨むも勝利を挙げることはできなかった。年をまたいで2009年、東京新聞杯（GIII）で始動するも10着に敗退する。そして、今春での引退が決定し、引退レースとして中山牝馬ステークスに臨んだ。

#### 福島牝馬ステークス - 引退
3月15日、中山牝馬ステークスに臨む。鞍上には、横山が舞い戻っていた。重賞好走のザレマ、3勝馬リビアーモ、優駿牝馬優勝馬トールポピーに次ぐ、8.1倍の4番人気、トールポピーと並んで最も重い56.5キログラムを背負っての参戦だった。
NHKマイルカップ優勝馬の15番人気ピンクカメオが逃げる中、好位の最も内側を追走した。最終コーナーが近づくにつれて、逃げるピンクカメオの背後まで進出。直線では逃げ切りを図るピンクカメオを最も内から追い詰めた。後方勢の追い上げはなく、やがてピンクカメオとの一騎打ちとなったが、末脚を用いて、内から差し切り、ゴール手前で抜け出した。ピンクカメオに1馬身差をつけて決勝線通過を果たす。
半年ぶりの勝利で重賞4勝目、引退レース優勝を果たした。トップハンデを背負いながらの優勝は、2006年ヤマニンシュクル以来レース史上4例目だった。また桜花賞優勝馬の6歳での重賞優勝は、2000年キョウエイマーチに続いて史上2頭目だった。それから3月24日、日本中央競馬会の競走馬登録を抹消される。

### 繁殖牝馬時代
引退したすぐの春から北海道白老町の白老ファームで繁殖牝馬となり、連続して仔を産んでいた。2016年、初めて種付けをせず、空胎で過ごした。2017年には、ロードカナロアを受胎。その後、白老ファームの整理対象となり、ジェイエス繁殖馬セールに上場され、2430万0000円でドリームファームが落札し、日高町のオリオンファームへ移動している。
産駒では、ジェイエス繁殖馬セールの際に宿していたロードカナロアの仔、8番仔であるタイムトゥヘヴンは、母と同じく戸田厩舎からデビューし、2022年春のダービー卿チャレンジトロフィー（GIII）を優勝。産駒から重賞優勝馬が誕生している。

## 競走成績
以下の内容は、JBISサーチ並びにnetkeiba.comの情報に基づく。
| 競走日     | 競馬場      | 競走名             | 格   | 距離 （馬場） | 頭 数 | 枠 番 | 馬 番 | オッズ （人気） | 着順 | タイム （上り3F） | 着差 | 騎手           | 斤量 [kg] | 1着馬 （2着馬）        | 馬体重 [kg] |
| ---------- | ----------- | ------------------ | ---- | ------------- | ----- | ----- | ----- | --------------- | ---- | ----------------- | ---- | -------------- | --------- | ---------------------- | ----------- |
| 2005.12.17 | 中山        | 2歳新馬            |      | 芝1200m（良） | 16    | 5     | 9     | 13.4（4人）     | 02着 | 1:10.7 (35.3)     | -0.2 | 吉田豊         | 54        | ロランラムール         | 424         |
| 2006.01.22 | 中山        | 3歳未勝利          |      | ダ1200m（不） | 16    | 6     | 11    | 12.1（4人）     | 02着 | 1:12.5 (37.8)     | -0.0 | 吉田豊         | 54        | ルシナクィーン         | 420         |
| 2006.02.19 | 東京        | 3歳未勝利          |      | ダ1400m（良） | 16    | 3     | 6     | 01.5（1人）     | 02着 | 1:27.5 (37.5)     | -0.1 | 吉田豊         | 54        | モンヴェール           | 428         |
| 2006.03.05 | 中山        | 3歳未勝利          |      | 芝1600m（良） | 16    | 8     | 16    | 04.20（2人）    | 01着 | 1:36.0 (35.6)     | -0.3 | 安藤勝己       | 54        | （スイートローレライ） | 424         |
| 2006.03.18 | 中山        | フラワーカップ     | GIII | 芝1800m（良） | 16    | 6     | 11    | 20.70（6人）    | 01着 | 1:48.9 (35.5)     | -0.2 | 横山典弘       | 54        | （フサイチパンドラ）   | 418         |
| 2006.04.09 | 阪神        | 桜花賞             | GI   | 芝1600m（良） | 18    | 7     | 14    | 13.00（6人）    | 01着 | 1:34.6 (34.9)     | -0.1 | 安藤勝己       | 55        | （アドマイヤキッス）   | 418         |
| 2006.05.21 | 東京        | 優駿牝馬           | GI   | 芝2400m（良） | 18    | 8     | 17    | 03.80（2人）    | 06着 | 2:26.9 (35.3)     | -0.7 | 安藤勝己       | 55        | カワカミプリンセス     | 422         |
| 2006.09.17 | 中山        | セントライト記念   | GII  | 芝2200m（良） | 17    | 1     | 2     | 11.80（5人）    | 05着 | 2:13.5 (35.3)     | -0.4 | 安藤勝己       | 54        | トーセンシャナオー     | 442         |
| 2006.10.15 | 京都        | 秋華賞             | GI   | 芝2000m（良） | 18    | 1     | 1     | 06.20（3人）    | 06着 | 1:58.8 (34.4)     | -0.6 | 安藤勝己       | 55        | カワカミプリンセス     | 436         |
| 2006.11.12 | 京都        | エリザベス女王杯   | GI   | 芝2200m（良） | 15    | 5     | 10    | 32.00（9人）    | 10着 | 2:12.7 (35.9)     | -1.1 | 安藤勝己       | 54        | フサイチパンドラ       | 432         |
| 2007.01.27 | 東京        | 東京新聞杯         | GIII | 芝1600m（良） | 15    | 4     | 7     | 14.80（7人）    | 07着 | 1:33.3 (34.4)     | -0.6 | 横山典弘       | 54        | スズカフェニックス     | 432         |
| 2007.03.11 | 中山        | 中山牝馬S          | GIII | 芝1800m（重） | 16    | 1     | 2     | 06.60（2人）    | 05着 | 1:50.3 (36.0)     | -0.1 | 横山典弘       | 56        | マイネサマンサ         | 430         |
| 2007.05.13 | 東京        | ヴィクトリアマイル | JpnI | 芝1600m（良） | 18    | 4     | 8     | 27.30（7人）    | 04着 | 1:32.8 (34.1)     | -0.3 | 横山典弘       | 55        | コイウタ               | 426         |
| 2007.06.03 | 東京        | 安田記念           | GI   | 芝1600m（良） | 18    | 6     | 12    | 45.2（16人）    | 08着 | 1:32.8 (34.8)     | -0.5 | 内田博幸       | 56        | ダイワメジャー         | 426         |
| 2007.07.06 | ハリウッドP | キャッシュコールM  | G2   | 芝1600m（良） | 9     |       | 8     |                 | 04着 |                   |      | V.エスピノーザ | 55.5      | Lady of Venice         | 計不        |
| 2007.11.11 | 京都        | エリザベス女王杯   | GI   | 芝2200m（良） | 13    | 8     | 14    | 83.4（12人）    | 06着 | 2:12.6 (34.3)     | -0.7 | 幸英明         | 56        | ダイワスカーレット     | 428         |
| 2007.12.02 | 中山        | ターコイズS        | OP   | 芝1600m（良） | 15    | 8     | 14    | 03.30（1人）    | 13着 | 1:34.5 (35.0)     | -1.1 | O.ペリエ       | 56.5      | コスモマーベラス       | 432         |
| 2008.02.03 | 京都        | 京都牝馬S          | GIII | 芝1600m（重） | 13    | 4     | 6     | 17.60（6人）    | 03着 | 1:36.3 (34.6)     | -0.3 | 幸英明         | 55        | アドマイヤキッス       | 428         |
| 2008.03.16 | 中山        | 中山牝馬S          | GIII | 芝1800m（良） | 16    | 2     | 3     | 06.70（3人）    | 03着 | 1:48.7 (35.1)     | -0.3 | 幸英明         | 56.5      | ヤマニンメルベイユ     | 426         |
| 2008.04.12 | 阪神        | 阪神牝馬S          | GII  | 芝1400m（良） | 15    | 5     | 8     | 07.10（4人）    | 04着 | 1:21.9 (33.8)     | -0.5 | 幸英明         | 56        | エイジアンウインズ     | 424         |
| 2008.05.17 | 東京        | 京王杯SC           | GII  | 芝1400m（良） | 17    | 3     | 6     | 25.70（6人）    | 02着 | 1:21.1 (33.2)     | -0.3 | 勝浦正樹       | 55        | スーパーホーネット     | 434         |
| 2008.06.08 | 東京        | 安田記念           | GI   | 芝1600m（良） | 18    | 1     | 2     | 51.6（14人）    | 07着 | 1:33.6 (34.3)     | -0.9 | 勝浦正樹       | 56        | ウオッカ               | 430         |
| 2008.09.14 | 中山        | 京成杯AH           | GIII | 芝1600m（良） | 16    | 8     | 16    | 06.80（3人）    | 01着 | 1:32.1 (35.1)     | -0.2 | 藤田伸二       | 55        | （レッツゴーキリシマ） | 434         |
| 2008.10.19 | 東京        | 府中牝馬S          | GIII | 芝1800m（良） | 18    | 7     | 13    | 05.40（2人）    | 05着 | 1:45.9 (34.0)     | -0.4 | 藤田伸二       | 55        | ブルーメンブラット     | 438         |
| 2008.11.23 | 京都        | マイルCS           | GI   | 芝1600m（良） | 18    | 6     | 12    | 36.8（12人）    | 13着 | 1:33.3 (34.7)     | -0.7 | 藤田伸二       | 55        | ブルーメンブラット     | 430         |
| 2009.01.13 | 東京        | 東京新聞杯         | GIII | 芝1600m（不） | 16    | 8     | 16    | 26.9（11人）    | 10着 | 1:38.2 (38.4)     | -1.3 | 藤田伸二       | 55        | アブソリュート         | 438         |
| 2009.03.15 | 中山        | 中山牝馬S          | GIII | 芝1800m（稍） | 16    | 4     | 8     | 08.10（4人）    | 01着 | 1:49.1 (35.7)     | -0.2 | 横山典弘       | 56.5      | （ピンクカメオ）       | 434         |

## 繁殖成績
|        | 生年   | 馬名                     | 性 | 毛色   | 父               | 馬主                                   | 厩舎                                                               | 戦績       | 勝ち鞍       | 供用 | 出典   |
| ------ | ------ | ------------------------ | -- | ------ | ---------------- | -------------------------------------- | ------------------------------------------------------------------ | ---------- | ------------ | ---- | ------ |
| 初仔   | 2010年 | ファミーユ               | 牡 | 黒鹿毛 | チチカステナンゴ | 吉田和子 →吉田勝己 →吉田和子 →吉田勝己 | 美浦・戸田博文 →名古屋・倉地学 →美浦・戸田博文 →北海道・千葉津代士 | 15戦3勝    |              | 抹消 | [ 44 ] |
| 2番仔  | 2011年 | アヴェクトワ             | 牝 | 黒鹿毛 | チチカステナンゴ | 吉田和子                               | 美浦・戸田博文                                                     | 6戦0勝     |              | 繁殖 | [ 45 ] |
| 3番仔  | 2012年 | アンドトゥモロー         | 牝 | 鹿毛   | ハービンジャー   | 吉田和子 →吉田勝己 →吉田和子           | 美浦・戸田博文 →北海道・田中淳司 →美浦・戸田博文                   | 20戦2勝    |              | 繁殖 | [ 48 ] |
| 4番仔  | 2013年 | （キストゥヘヴンの2013） | 牡 | 黒鹿毛 | キングカメハメハ |                                        |                                                                    |            |              |      | [ 3 ]  |
| 5番仔  | 2014年 | ジュローズ               | 牝 | 鹿毛   | ワークフォース   | 社台レースホース                       | 美浦・戸田博文                                                     | 4戦0勝     |              | 繁殖 | [ 49 ] |
| 6番仔  | 2015年 | アマイロ                 | 牝 | 栗毛   | オルフェーヴル   | G1レーシング →日下部勝徳               | 美浦・戸田博文 →船橋・新井清重                                     | 18戦1勝    |              | 繁殖 | [ 51 ] |
| 7番仔  | 2016年 | ガロシェ                 | 牝 | 黒鹿毛 | ルーラーシップ   | サンデーレーシング                     | 美浦・戸田博文                                                     | 29戦2勝    |              | 繁殖 | [ 52 ] |
|        | 2017年 | （種付けせず）           |    |        |                  |                                        |                                                                    |            |              |      | [ 3 ]  |
| 8番仔  | 2018年 | タイムトゥヘヴン         | 牡 | 鹿毛   | ロードカナロア   | DMMドリームクラブ                      | 美浦・戸田博文                                                     | 34戦2勝    | ダービー卿CT | 現役 | [ 53 ] |
| 9番仔  | 2019年 | エールトゥヘヴン         | 牡 | 鹿毛   | ロードカナロア   | DMMドリームクラブ                      | 美浦・戸田博文                                                     | 27戦1勝    |              | 現役 | [ 54 ] |
|        | 2020年 | （不受胎）               |    |        | ロードカナロア   |                                        |                                                                    |            |              |      | [ 3 ]  |
|        | 2021年 | （不受胎）               |    |        | ノヴェリスト     |                                        |                                                                    |            |              |      | [ 3 ]  |
| 10番仔 | 2022年 | ヘヴンリーゴール         | 牡 | 鹿毛   | ロードカナロア   | DMMドリームクラブ                      | 美浦・戸田博文                                                     | 3戦0勝     |              | 現役 | [ 55 ] |
| 11番仔 | 2023年 | ウインドオブヘヴン       | 牡 | 鹿毛   | ロードカナロア   | DMMドリームクラブ                      | 美浦・戸田博文                                                     | デビュー前 |              |      |        |

- 情報は、2025年4月22日時点。

## 血統
| キストゥヘヴンの血統                     | キストゥヘヴンの血統                                                                                                | キストゥヘヴンの血統                                                                                                | （血統表の出典） | （血統表の出典） |
| 父系                                     | サンデーサイレンス系（ヘイロー系）                                                                                  | サンデーサイレンス系（ヘイロー系）                                                                                  | サンデーサイレンス系（ヘイロー系）                                                                                  | [ § 2 ]          |
| 父 アドマイヤベガ 1996 鹿毛 北海道早来町 | 父の父*サンデーサイレンス Sunday Silence 1986 青鹿毛 アメリカ                                                       | Halo | Hail to Reason | Hail to Reason   |
| 父 アドマイヤベガ 1996 鹿毛 北海道早来町 | 父の父*サンデーサイレンス Sunday Silence 1986 青鹿毛 アメリカ                                                       | Halo | Cosmah |                  |
| 父 アドマイヤベガ 1996 鹿毛 北海道早来町 | 父の父*サンデーサイレンス Sunday Silence 1986 青鹿毛 アメリカ                                                       | Wishing Well | Understanding | Understanding    |
| 父 アドマイヤベガ 1996 鹿毛 北海道早来町 | 父の父*サンデーサイレンス Sunday Silence 1986 青鹿毛 アメリカ                                                       | Wishing Well | Mountain Flower |                  |
| 父 アドマイヤベガ 1996 鹿毛 北海道早来町 | 父の母ベガ 1990 鹿毛 北海道早来町                                                                                   | *トニービン | *カンパラ | *カンパラ        |
| 父 アドマイヤベガ 1996 鹿毛 北海道早来町 | 父の母ベガ 1990 鹿毛 北海道早来町                                                                                   | *トニービン | Severn Bridge |                  |
| 父 アドマイヤベガ 1996 鹿毛 北海道早来町 | 父の母ベガ 1990 鹿毛 北海道早来町                                                                                   | *アンティックヴァリュー                                                                                             | Northern Dancer | Northern Dancer  |
| 父 アドマイヤベガ 1996 鹿毛 北海道早来町 | 父の母ベガ 1990 鹿毛 北海道早来町                                                                                   | *アンティックヴァリュー                                                                                             | Moonscape |                  |
| 母 ロングバージン 1987 栗毛 北海道門別町 | 母の父*ノーザンテースト Northern Taste 1971 栗毛 カナダ                                                             | Northern Dancer | Nearctic | Nearctic         |
| 母 ロングバージン 1987 栗毛 北海道門別町 | 母の父*ノーザンテースト Northern Taste 1971 栗毛 カナダ                                                             | Northern Dancer | Natalma |                  |
| 母 ロングバージン 1987 栗毛 北海道門別町 | 母の父*ノーザンテースト Northern Taste 1971 栗毛 カナダ                                                             | Lady Victoria | Victoria Park | Victoria Park    |
| 母 ロングバージン 1987 栗毛 北海道門別町 | 母の父*ノーザンテースト Northern Taste 1971 栗毛 カナダ                                                             | Lady Victoria | Lady Angela |                  |
| 母 ロングバージン 1987 栗毛 北海道門別町 | 母の母スイーブ 1968 栗毛 北海道静内町                                                                               | *テューダーペリオッド                                                                                               | Owen Tudor | Owen Tudor       |
| 母 ロングバージン 1987 栗毛 北海道門別町 | 母の母スイーブ 1968 栗毛 北海道静内町                                                                               | *テューダーペリオッド                                                                                               | Cornice |                  |
| 母 ロングバージン 1987 栗毛 北海道門別町 | 母の母スイーブ 1968 栗毛 北海道静内町                                                                               | ゴールデンドラゴン                                                                                                  | *ヒンドスタン | *ヒンドスタン    |
| 母 ロングバージン 1987 栗毛 北海道門別町 | 母の母スイーブ 1968 栗毛 北海道静内町                                                                               | ゴールデンドラゴン                                                                                                  | 第五カナデアンガール                                                                                                |                  |
| 母系(F-No.)                              | スイーブ系(FN:2-r)                                                                                                  | スイーブ系(FN:2-r)                                                                                                  | スイーブ系(FN:2-r)                                                                                                  | [ § 3 ]          |
| 5代内の近親交配                          | Northern Dancer 4×3 = 18.75%、Almahmoud 5×5 = 6.25% 、Lady Angela 4･5（母内） = 9.38%、Hyperion 5･5（母内） = 6.25% | Northern Dancer 4×3 = 18.75%、Almahmoud 5×5 = 6.25% 、Lady Angela 4･5（母内） = 9.38%、Hyperion 5･5（母内） = 6.25% | Northern Dancer 4×3 = 18.75%、Almahmoud 5×5 = 6.25% 、Lady Angela 4･5（母内） = 9.38%、Hyperion 5･5（母内） = 6.25% | [ § 4 ]          |
| 出典                                     | 1. 2. 3. 4. | 1. 2. 3. 4. | 1. 2. 3. 4. | 1. 2. 3. 4.      |